# Torsten Bréchôt
Torsten Bréchôt, geborener Torsten Oehmigen, (* 11. September 1964 in Schwerin) ist ein ehemaliger deutscher Judoka. Er gewann 1988 für die DDR die olympische Bronzemedaille im Halbmittelgewicht.

## Werdegang
Unter seinem Geburtsnamen Torsten Oehmigen gewann der Judoka 1981 bei der Spartakiade. 1983 war er Junioreneuropameister im Halbmittelgewicht, der Klasse bis 78 Kilogramm. Nachdem er den Namen seiner Frau angenommen hatte, gewann Torsten Bréchôt 1985 seinen ersten DDR-Meistertitel. Bei den Judo-Weltmeisterschaften 1985 in Seoul unterlag er erst im Finale gegen den Japaner Nobutoshi Hikage. Danach musste er seine Karriere wegen verschiedener Verletzungen unterbrechen. Erst 1988 kehrte der Judoka, der beim SC Dynamo Hoppegarten unter Dietmar Hötger trainierte, ins Rampenlicht zurück, als er seinen zweiten DDR-Meistertitel gewann. Bei den Olympischen Spielen 1988 in Seoul erhielt er die Bronzemedaille, nachdem er beim Kampf um den Finaleinzug gegen den bundesdeutschen Frank Wieneke mit einer Koka-Wertung verloren hatte. Für den Gewinn der Bronzemedaille wurde er mit dem Vaterländischen Verdienstorden in Bronze ausgezeichnet.
1989 versuchte Bréchôt den Aufstieg in die 86-Kilogramm-Klasse und gewann die Swedish Open. Nachdem er 1990 in dieser Gewichtsklasse Dritter bei den DDR-Meisterschaften geworden war, beendete er seine Laufbahn als Sportsoldat. Nach der Vereinigung des Deutschen Judo-Verbandes der DDR mit dem Deutschen Judo-Bund (DJB) versuchte er 1991 ein Comeback in der gesamtdeutschen Judo-Bundesliga beim JC Rüsselsheim und belegte 1992 in der 78-Kilogramm-Klasse den dritten Platz bei den Deutschen Meisterschaften. Unter Dietmar Hötger, der zum Bundestrainer im DJB berufen worden war, gehörte Bréchôt zusammen mit Jochen Bech und Detlef Ultsch längere Zeit dem DJB-Trainerstab an. 
Torsten Bréchôt ist Physiotherapeut und Judotrainer beim Hohenschönhauser Judo Tempel in Berlin. Torsten Bréchôt ist Träger des 4. Dan.